# Apeldoornse Poort
De Apeldoornse Poort is een spoorbrug in Arnhem in de Spoorlijn Arnhem - Leeuwarden. De spoorbrug is in 1851 aangelegd, bij de oplevering van de spoordijk waarover de spoorlijn loopt. De spoordijk scheidt het centrum van Arnhem van de Veluwe en de bij Arnhem gelegen landgoederen. In de dijk waren nabij Arnhem vier doorgangen aangebracht, waaronder de Apeldoornse Poort. De andere poorten zijn de Zijpsche Poort, de poort in de Hommelseweg en de poort in de Velperweg. De Apeldoornse Poort vormt de scheiding tussen de Apeldoornsestraat (aan centrumzijde) en de Apeldoornseweg (aan Sonsbeekzijde).
De Apeldoornse Poort is in de jaren 1910-1912 verbreed naar ontwerp van Haitsma Mulier. Dit gebeurde in art-nouveaustijl. De balkbrug werd opgebouwd uit stalen I-balken, waarbij de ruimte ertussen is opgevuld met gele verblendstenen in boogvorm. Deze stenen komen ook terug in de twee steunmuren en twee landhoofden, waarbij eveneens natuursteen in is aangebracht. Op de landhoofden is een gemetselde borstwering aangebracht, waartussen boven de brug een smeedijzeren hek is aangebracht.
De brug is in 2000 aangewezen als rijksmonument.